# Ибрагим ибн Рамазан
Ибрагим I ибн Рамазан (тур. İbrâhim Bey) — представитель династии Рамазаногуллары, в 1354—1384 годах правивший буферным бейликом (эмиратом) Рамазаногуллары. Бейлик был расположен у северных границ Мамлюкского султаната, и его правители были вассалами мамлюкских султанов.
Ибрагим I вступал в союзы с Дулкадирогуллары и Караманогуллары против мамлюков. В 1379 году Ибрагим вместе с Халилом Дулкадироглу нанёс крупное поражение войску мамлюков. В 1383 году против Ибрагима и его союзников из Алеппо была направлена большая мамлюкская армия, он был пленён и казнён.

## Биография
В 1352 году Рамазан бей, вождь туркменского клана урегир учокской ветви огузов, стал первым правителем бейлика, расположенного в Киликии в буферной зоне у северных границ Мамлюкского султаната. Бейлик был создан как вассально зависимый от мамлюков, а Рамазан носил дарованный мамлюкским султаном титул туркменского эмира. Он умер, вероятно, в начале 1354 года. 8 июня 1354 года сын Рамазана-бея, в мамлюкских источниках названный без имени лишь как «Ибн Рамадан», прибыл в резиденцию мамлюкского султана в Дамаске и подарил ему и эмирам 1000 туркменских лошадей. Ему было дано звания эмира туркмен, как и его отцу. Имя этого сына Рамазана, Ибрагима, известно из более поздних записей.
Ибрагиму, как ранее и его отцу, было поручено установить свою власть над туркменами бозок, традиционно управлявшимися семьёй Дулкадиридов. Однако попытки Ибрагима были безуспешны, Халил Дулкадирид не собирался отступать. Мамлюков беспокоили конфликты Ибрагима и Халила, из-за которых в пограничных районах султаната на севере не было спокойствия. В итоге, в 1355 году султан Ан-Насир Хасан был вынужден признать беем Дулкадирогуллары Халила, чтобы навести порядок у своих северных границ.
Рамазаногуллары были самыми надёжными сторонниками мамлюков против Киликийского армянского королевства. В 1360 году мамлюкский султан отправил армию под командованием эмира Байдемира, наиба Алеппо, на Сис, столицу Армянского государства. В результате при поддержке туркменов урегир были завоёваны Адана, Мисис, Тарс и некоторые другие замки. Здесь стали читать хутбу и чеканить монеты от имени султана, а в Тарс и Адану был назначен наиб. Аль-Макризи сообщал, что им был сын Рамазана (хотя и не назвал его имя). 13 апреля 1375 года мамлюки захватили Сис. В 1377 году в эти города был назначен наибом Мубарек-шах Тази. Халил-бей Дулкадирид был недоволен, что города не передали ему в управление и 5 сентября 1378 года убил Мубарека.
В 1378 году Ибрагим упоминался как правитель Аданы, который встречался с прибывшим в Сис командиром мамлюков эмиром Хусамеддином Торумтаем. Ибрагим-бей, как и Халил Дулкадироглу, хотел отобрать Сис у мамлюков. Для осуществления своих целей Ибрагим и Халил заключили союз против мамлюков, после чего в Чукур-ова была отправлена огромная армия под командованием наиба Алеппо Тимурбея. Опасаясь, что противостоять мамлюкской армии им не удастся, некоторые туркменские вожди собрались отправиться к Тимурбею в Аяс и заявить о своём послушании. Группа из 40 человек явилась с дарами, прося пощады. Однако они и их семьи были арестованы, их имущество было разграблено, а их люди убиты. После этого, поняв, что снисхождения ждать бесполезно, туркмены решили сражаться. Зная проходы в горах и лесах, они устроили засаду для воинов-мамлюков на узкой полосе земли между морем и горами (так называемые «Сирийские ворота»), по которой проходит единственный путь из Сирии в Чукур-ова. В последовавшей битве туркмены полностью уничтожили мамлюкскую армию, за исключением нескольких раненых, и захватили много трофеев и пленных, в том числе и Тимурбея (1379). Аль-Макризи отметил, что это поражение было большим позором для мамлюков.
Борьба соседа Ибрагима, Халила с мамлюками продолжалась. 6 июля 1381 года, произошло кровопролитное сражение, в котором мамлюкская армия одержала победу над Халилом и захватила Мараш. Поражение Халила вынудило Рамазаноглу Ибрагима-бея пойти на контакт с мамлюкским наибом Сиса Таринтаем. Через него Ибрагим-бей передал султану сожаления и извинения за свою помощь Дулкадиридам. Султан принял извинения Ибрагим-бея и помиловал его. В 1381 году Ибрагим-бей был назначен главой туркмен, а в 1383 году — наибом Аданы. Однако подчинение мамлюкам Рамазаноглу Ибрагима-бея длилась недолго. Он заключил союз с Алаэддином Караманидом в 1383 году и восстал против султана. Вместе с вождями двух мятежных кланов — Озероглу и Бурнасоглу — Ибрагим перекрыл пути, грабил анатолийских паломников и попытался отобрать у мамлюков Сис. Эмир Елбога, наиб Алеппо, написал письма Ибрагиму, Озероглу и Бурнасоглу, предупреждая их и угрожая. Он пообещал, что, если они склонят голову и подчинятся, их имущество и жизнь не пострадают, а те, кто выступит против, погибнут. Ибрагим вместе с Алаэддином Караманидом отступил в горы перед присланным на него войском мамлюков. 27 декабря 1383 года мамлюки выступили на Чукур-ова под предводительством Елбоги. Он быстро прошёл перевал Баграс (Бейланский перевал через горы Нур около крепости Баграс) и «Сирийские ворота» (длинный и узкий проход между горами Нур и заливом Искендерун), назначив наибов Антепа и Баграса охранять проход до прибытия сирийских солдат. Двигаясь к Сису, он пересёк реку Джейхан. Здесь к нему пришли послы некоторых туркменских племён и запросили пощады. Эмир Елбога милостиво принял их. Услышав о приближении мамлюкской армии, Ибрагим бей покинул Адану, но Елбога в неожиданном нападении захватил его сыновей и жену и заставил Ибрагим-бея укрыться у туркменов племени баят (в Дулкадире). 11 января войска мамлюков достигли Мисиса. В конце января пришло сообщение от наиба Сиса, что Рамазаноглу Ибрагим-бей, его брат Кара Мехмет, его сыновья, мать и сторонники пойманы и доставлены в Сис.
12 февраля 1384 года в Сис прибыл Елбога. Ибрагим-бей вместе с его братом Кара Мехмедом были казнены. Сменил Ибрагима его брат Ахмед. Ибрагим-бей стремился стать независимым от мамлюков правителем, но ему не хватало военной поддержки.